# نیکلاس مارتینتی
نیکلاس مارتینتی (انگلیسی: Nicolas Martinetti؛ زادهٔ ۱ ژانویهٔ ۱۹۸۹) بازیکن فوتبال اهل فرانسه است.
از باشگاه‌هایی که در آن بازی کرده‌است می‌توان به باشگاه فوتبال باستیا اشاره کرد.
وی همچنین در تیم ملی فوتبال Corsica بازی کرده‌است.